# Rocca-al-Mare-Schule
Die Rocca-al-Mare-Schule, estnisch Rocca al Mare Kool (RaM), ist ein privates Gymnasium in der estnischen Hauptstadt Tallinn im Stadtteil Haabersti. 2021 werden etwa 920 Schüler von etwa 100 Lehrkräften unterrichtet.

## Schulprofil
Die Rocca al Mare ist ein humanistisches, sprachliches und naturwissenschaftlich-technologisches Gymnasium. Zu den  74 Schulfächern gehören unter anderem Persönlichkeitsentfaltung, Naturschule, Kunst, Handwerk, Kochen und Werken.

## Geschichte
Die Schule wurde im Zuge der Reform des estnischen Schulsystems gegründet, nachdem Estland 1991 die Selbstständigkeit wiedererlangt hatte.
Die Schule wurde unter anderen vom Unternehmer Hannes Tamjärv gegründet. 1999 wurde mit dem Bau des Schulgebäudes begonnen; die Eröffnung erfolgte im Jahr 2000. 2004 eröffnete die Schule einen Kindergarten in Veskimöldre, 2005 eine weitere Schule im Gutshof Vodja, 2015 eine in Spanien, 2016 die Athena-Schule, die sich durch Unterricht im Freien auszeichnet, und 2018 die Schule Roostiku.
2005 veranstaltete die Rocca-al-Mare-Schule ihr erstes Schwimmturnier mit dem Namen Kõik Meie Pardikesed (auf Deutsch „Alle Unsere Enten“).  2016 fand der erste Schüleraustausch statt. Im Jahr 2017 wurde der Rocca-al-Mare-Schule eine unbefristete Lizenz vom Bildungsministerium erteilt. 2020 feierte die Schule ihren 20. Geburtstag.

## Freizeitangebote
Die Schule hat eine Sporthalle, ein Fitnessstudio und ein Schwimmbad. Neben Leichtathletik werden Volleyball, Basketball, Tanzen und Tischtennis angeboten. In der Volkstanzgruppe tanzen auch Lehrer, Eltern und Familienmitglieder.
Im Musikunterricht können die Schüler Gitarre, Ukulele, Klavier, Schlagzeug, Flöte, Saxofon und Violine lernen. Es gibt vier Chöre.
Jeden Donnerstag finden die „Kulturellen Minuten“ statt: Auf dieser freien Bühne treten Lehrer, Schüler und Eltern auf.

## Fremdsprachen
Als Fremdsprachen werden Englisch, Deutsch, Französisch sowie Russisch und Spanisch angeboten. Es kann das Deutsche Sprachdiplom, das französische DELF-Diplom und das englische  CAE-Diplom erworben werden.

## Naturschule
Im Mai und im September finden zweitägige Wandertage statt. Abhängig vom Alter wird unter anderem im Freien übernachtet und selbst gekocht.

## Spanische Schule, Vodja, Roostiku
Im Jahr 2005 eröffnete die Rocca-al-Mare-Schule in Vodja die Vodja-Schule mit Internat.
Das Rocca-al-Mare-Schulzentrum  befindet sich in Marbella in Spanien. Die Schule bietet Unterricht in estnischer Sprache für Kinder an, deren Familien aus beruflichen oder lebensbedingten Gründen in der Region Marbella leben, oder für Kinder, die ein anderes, wärmeres Klima mögen oder brauchen. Der Unterricht in der Schule basiert auf dem nationalen Lehrplan der Republik Estland sowie dem schulinternen Curriculum. Das Lernen findet oft an der frischen Luft statt.
Die Roostiku-Schule ist die dritte Einrichtung der Rocca-al-Mare-Schule. In der Schule können Kinder altersübergreifend zusammen lernen. Es gibt keine Noten. Die Kinder erhalten zweimal im Jahr eine schriftliche und eine mündliche Beurteilung. Einmal im Jahr gibt es gemeinsam mit den Eltern ein Lernentwicklungsgespräch.

## Veranstaltungen
Neben dem Geburtstagsfest der Schule und dem Nationalfeiertag Estlands (24. Februar) gibt es unter anderem regelmäßig Modenschauen und Tanzwettbewerbe mit bis zu 300 Tänzern.

## Preise
Die Lehrer waren wiederholt Lehrer des Jahres in Tallinn und Järvamaa, die Schüler der Rocca-al-Mare-Schule waren in den Jahren 2012 bis 2013 die Schüler des Jahres in Tallinn.